# Alain Pellet
Alain Pellet (* 2. Januar 1947 in Paris) ist ein französischer Jurist und international anerkannter Experte für den Bereich des Völkerrechts, der von 1974 bis 1990 Professor an der Universität Paris-Nord war und ab 1990 an der Universität Paris-Nanterre unterrichtete; seit 2014 ist er dort Professor emeritus. Er hat vor dem Internationalen Gerichtshof bisher mehr als 20 Länder in mehr als 40 Verfahren vertreten und ist damit weltweit einer der aktivsten Juristen in diesem Bereich. In Anerkennung seines Wirkens wurde er unter anderem in die Ehrenlegion und das Institut de Droit International aufgenommen sowie mit nationalen Verdienstorden verschiedener Länder und Ehrendoktortiteln mehrerer Universitäten ausgezeichnet.

## Leben
Alain Pellet wurde 1947 in Paris geboren und erlangte 1968 einen Abschluss in Rechtswissenschaften an der Sorbonne sowie im gleichen Jahr ein Diplom im Bereich Öffentliche Verwaltung am Institut d’études politiques de Paris. An der Sorbonne erwarb er darüber hinaus ein Jahr später weiterführende Abschlüsse in Politikwissenschaften und öffentlichem Recht. Im Jahr 1974 erhielt er neben der Promotion auch die Lehrbefugnis für die Fächer Öffentliches Recht und Politikwissenschaften.
Er fungierte anschließend von 1974 bis 1990 als Professor an der Universität Paris-Nord, war jedoch zunächst bis 1977 nach Algerien abgeordnet, wo er an der Université Mentouri Constantine und von 1975 bis 1977 auch an der École Nationale d'Administration d'Alger tätig war. Von 1980 bis 1999 unterrichtete er außerdem am Institut d’études politiques de Paris. Von 1990 bis 2014 unterrichtete er als Professor an der Universität Paris-Nanterre, wo er heute den Titel Professor emeritus führt. Er hielt darüber hinaus Vorlesungen als Gastprofessor an verschiedenen anderen Universitäten im In- und Ausland sowie in den Jahren 1967, 1969 und 1971 als Dozent an der Haager Akademie für Völkerrecht.
Von 1990 bis 2011 war Pellet Mitglied der Völkerrechtskommission der Vereinten Nationen, die er in den Jahren 1997/1998 auch leitete. Er hat bisher mehr als 20 verschiedene Länder in mehr als 40 Verfahren vor dem Internationalen Gerichtshof in Den Haag vertreten und war außerdem an zwei Verfahren vor dem Internationalen Seegerichtshof sowie an mehreren Schiedsverfahren des Ständigen Schiedshofs und des Internationalen Zentrums zur Beilegung von Investitionsstreitigkeiten beteiligt. Von 1991 bis 1993 gehörte er der Badinter-Kommission an, die von der Europäischen Gemeinschaft eingesetzt wurde zur Klärung juristischer Fragen, die aus dem Zerfall Jugoslawiens resultierten.
Pellet vertrat Russland lange vor internationalen Gerichten. Er legte 23. Februar 2022, einen Tag vor dem  Beginn des russischen Überfalls auf die Ukraine, sein Mandat nieder.
Er schrieb in einem offenen Brief, Anwälte könnten fragwürdige Positionen vertreten, nicht aber ein Land, das das Recht auf zynische Weise verachte.
Alain Pellet ist verheiratet und Vater von vier Kindern.

## Auszeichnungen
Alain Pellet ist seit 1998 Ritter der französischen Ehrenlegion und erhielt 1986 das Ritterkreuz sowie 2007 das Offizierskreuz des Ordre des Palmes Académiques. Darüber hinaus wurde er mit nationalen Verdienstorden verschiedener Länder ausgezeichnet, so unter anderem 2006 mit dem slowakischen Orden des Weißen Doppelkreuzes. Seit 2007 gehört er dem Institut de Droit International an. Die brasilianische Universidade Estácio de Sá (1998), die ungarische Universität Miskolc (2000) und die Russische Außenhandelsakademie (2002) verliehen ihm die Ehrendoktorwürde.

## Werke (Auswahl)
- La Grève des fonctionnaires internationaux. Paris 1975
- Droit international public. Paris 1977, 1979, 1988, 1992, 1994, 1999, 2002, 2009 (portugiesische Ausgabe, Lissabon 2000; russische Ausgabe, Kiew 2004)
- Le droit international du développement. Paris 1978, 1987 (japanische Ausgabe 1989)
- Les Nations Unies: Textes fondamentaux. Paris 1995
- Droit international pénal. Paris 2000
- The Law of International Responsibility. New York 2010